# Wikitekst

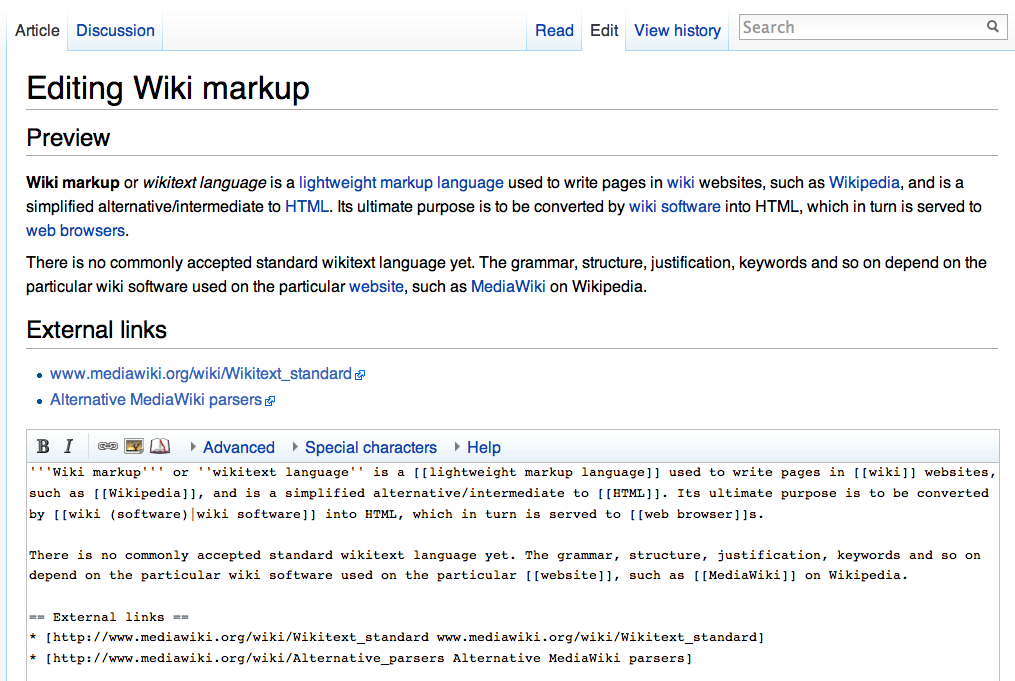
Een voorbeeld van Wikitekst.

Wikitext Markup Language of wikisyntax is een opmaaktaal die een simpel alternatief biedt voor HTML en die wordt gebruikt om pagina's te schrijven in wikiwebsites zoals Wikipedia. Er is geen algemeen geaccepteerde wikiteksttaal. De grammatica, structuur, specificaties en sleutelwoorden zijn afhankelijk van de wikisoftware die de desbetreffende website gebruikt.

## MediaWiki
Een van de meest gebruikte wikiteksttalen is die welke door de MediaWiki-software wordt gebruikt, de software waar Wikipedia en de projecten van Wikia op draaien.

### Basale syntaxis in MediaWiki
Hieronder staan de belangrijkste MediaWiki-tags.
- ''' ''' - Vetgedrukte tekst (Bold)
- '' '' - Schuingedrukte tekst (Italic)
- == Kopnaam == - Kopje
- === Kopnaam === - Subkopje
- ---- - Horizontale lijn
- [[Paginanaam|weer te geven tekst]] - Link naar pagina in project
- [http://www.voorbeeld.com Voorbeeld.com] - Link naar site (URL)
- [[Bestand:Bestandsnaam.jpg|thumb|120px|Omschrijving]] - Afbeelding (Image)
- [[Categorie:Categorienaam]] - Categorie invoegen
- {{Naam van sjabloon}} - Sjabloon invoegen

Lijsten:
Ook is het mogelijk om lijsten te maken met de wikisyntax.
Ongesorteerde lijst (elk item wordt voorafgegaan door een asterisk *):
* Rood
* Blauw
* Geel
resulteert in:
- Rood
- Blauw
- Geel

Gesorteerde lijst genummerd (elk item wordt voorafgegaan door een hekje #):
# Ga naar de winkel
# Koop een nieuwe computer
# Vloek op de computer als hij crasht
resulteert in:
1. Ga naar de winkel
2. Koop een nieuwe computer
3. Vloek op de computer als hij crasht

Tabellen:

{| class="wikitable"
! Kopcel 1 !! Kopcel 2
|-
| Cel 1 || Cel 2
|-
| Cel 3
| Cel 4
|}
resulteert in:
| Kopcel 1 | Kopcel 2 |
| -------- | -------- |
| Cel 1    | Cel 2    |
| Cel 3    | Cel 4    |